# Paradise Paradox
『Paradise Paradox』（パラダイス パラドックス）は、1999年12月17日にspeciousより発売された18禁恋愛アドベンチャーゲームである。speciousブランドで唯一のタイトル。

## 登場人物

### メインキャラクター
中崎我成（なかざきがなり）
主人公。
守山益美（もりやま　やくみ）
我成の一応の彼女。
アトラ・ジャシーマ
未来世界から来た次元調査員。
志水面由(しみず もゆ)
益美の友達。
守山希恵(もりやま きえ)
益美の妹。
大河内詩耶(おおこうち しや)
我成の働く建設現場近くに住む女性。
ヴァイカ
我成の前に現れる謎の少女。
ガビン
我成の前に現れる謎の少女。

## スタッフ
- 原画：Take-C